# Перекладна література
Перекладна література — це сукупність текстів, спочатку написаних однією мовою, а потім перекладених на інші.

## Загальна характеристика
Поділ літератури на перекладну та оригінальну в більшості випадків не надто принциповий для літератури наукової (хоча в деяких гуманітарних наукових дисциплінах в різних країнах домінують різні наукові школи і підходи, так що перекладна монографія може сильно відрізнятися від написаної всередині даної країни її мовою). Однак для художньої літератури поділ на перекладну та оригінальну може мати дуже важливе значення: зокрема, співвідношення перекладних і оригінальних творів у загальній кількості видань (як за кількістю назв, так і за тиражами) — важливий показник стану національної культури.
У деякі епохи в декількох національних культурах перекладна література відіграє чи не більше важливу роль, ніж оригінальна — і це не показник слабкості національної культури, а, навпаки, симптом її бурхливого зростання і значних суспільних змін: звідси випливає необхідність швидкого освоєння і передачі різнопланового нового досвіду, а це якнайшвидше реалізувати за рахунок переказів і перекладень, ніж за рахунок оригінальної творчості письменників, яким потрібно більше і очевидний приклад такої ситуації — переклад творів переважно з грецької мови в княжі часи і переклад творів з латини у часи козаччини.